# بيلهام مانور (نيويورك)
بيلهام مانور (بالإنجليزية: Pelham Manor, New York)‏ هي منطقة سكنية تقع في الولايات المتحدة في مقاطعة ويستتشستر، نيويورك. يقدر عدد سكانها بـ 5,486 نسمة .

## المناخ
يظهر الجدول التالي التغييرات المناخية على مدار السنة لبيلهام مانور:
| البيانات المناخية لـبيلهام مانور                                         | البيانات المناخية لـبيلهام مانور | البيانات المناخية لـبيلهام مانور | البيانات المناخية لـبيلهام مانور | البيانات المناخية لـبيلهام مانور | البيانات المناخية لـبيلهام مانور | البيانات المناخية لـبيلهام مانور | البيانات المناخية لـبيلهام مانور | البيانات المناخية لـبيلهام مانور | البيانات المناخية لـبيلهام مانور | البيانات المناخية لـبيلهام مانور | البيانات المناخية لـبيلهام مانور | البيانات المناخية لـبيلهام مانور | البيانات المناخية لـبيلهام مانور |
| الشهر                                                                    | يناير                            | فبراير                           | مارس                             | أبريل                            | مايو                             | يونيو                            | يوليو                            | أغسطس                            | سبتمبر                           | أكتوبر                           | نوفمبر                           | ديسمبر                           | المعدل السنوي                    |
| ------------------------------------------------------------------------ | -------------------------------- | -------------------------------- | -------------------------------- | -------------------------------- | -------------------------------- | -------------------------------- | -------------------------------- | -------------------------------- | -------------------------------- | -------------------------------- | -------------------------------- | -------------------------------- | -------------------------------- |
| الدرجة القصوى °ف (°م)                                                    | 73 (23)                          | 75 (24)                          | 86 (30)                          | 96 (36)                          | 97 (36)                          | 99 (37)                          | 104 (40)                         | 102 (39)                         | 101 (38)                         | 89 (32)                          | 82 (28)                          | 77 (25)                          | 104 (40)                         |
| متوسط درجة الحرارة الكبرى °ف (°م)                                        | 39.2 (4.0)                       | 42.9 (6.1)                       | 51.4 (10.8)                      | 62.6 (17.0)                      | 73.8 (23.2)                      | 81.6 (27.6)                      | 86.0 (30.0)                      | 83.9 (28.8)                      | 76.1 (24.5)                      | 65.4 (18.6)                      | 55.1 (12.8)                      | 43.8 (6.6)                       | 63.5 (17.5)                      |
| متوسط درجة الحرارة الصغرى °ف (°م)                                        | 20.1 (−6.6)                      | 22.3 (−5.4)                      | 29.1 (−1.6)                      | 38.4 (3.6)                       | 47.2 (8.4)                       | 56.8 (13.8)                      | 62.3 (16.8)                      | 60.8 (16.0)                      | 53.0 (11.7)                      | 41.2 (5.1)                       | 34.6 (1.4)                       | 25.6 (−3.6)                      | 41.0 (5.0)                       |
| أدنى درجة حرارة °ف (°م)                                                  | −10 (−23)                        | −5 (−21)                         | 2 (−17)                          | 17 (−8)                          | 29 (−2)                          | 38 (3)                           | 49 (9)                           | 44 (7)                           | 34 (1)                           | 27 (−3)                          | 12 (−11)                         | −4 (−20)                         | −10 (−23)                        |
| الهطول إنش (مم)                                                          | 3.56 (90)                        | 2.84 (72)                        | 4.07 (103)                       | 4.16 (106)                       | 4.33 (110)                       | 3.44 (87)                        | 4.20 (107)                       | 3.93 (100)                       | 4.37 (111)                       | 3.67 (93)                        | 4.09 (104)                       | 3.80 (97)                        | 46.46 (1٬180)                    |
| متوسط تساقط الثلوج إنش (سم)                                              | 9.8 (25)                         | 10.9 (28)                        | 6.8 (17)                         | 1.4 (3.6)                        | .2 (0.51)                        | 0 (0)                            | 0 (0)                            | 0 (0)                            | 0 (0)                            | .1 (0.25)                        | .8 (2.0)                         | 8.6 (22)                         | 38.6 (98)                        |
| متوسط الأيام الممطرة (≥ 0.01 in)                                         | 8.5                              | 8.1                              | 9.3                              | 9.8                              | 10.9                             | 9.3                              | 9.0                              | 8.7                              | 7.6                              | 6.7                              | 9.2                              | 9.4                              | 113.4                            |
| المصدر #1: Weatherbase                                                   |                                  |                                  |                                  |                                  |                                  |                                  |                                  |                                  |                                  |                                  |                                  |                                  |                                  |
| المصدر #2: Homefacts (precipitation only) The Weather Channel (extremes) |                                  |                                  |                                  |                                  |                                  |                                  |                                  |                                  |                                  |                                  |                                  |                                  |                                  |

## أعلام
- جيسي دبليو. رينو
- تشارلز ر. سكينر
- س. بي إتش غيلبرت
- جيمس أو. رودجرز
- جيمس مونتجومري فلاغ